# Александър Мен
Александър Владимирович Мен (на английски: Александр Владимирович Мень) е руски духовник и богослов.
Роден е на 22 януари 1935 година в Москва в еврейско семейство, но месеци по-късно той и майка му приемат кръщение от нелегалната Йосифлянска православна църква. През 1958 година завършва семинария в Ленинград и е ръкоположен за свещеник, а през 1960 година завършва Московската духовна академия. Още през 70-те години придобива известност сред интелигенцията, а след началото на Перестройката развива активна дейност за популяризиране на християнството.
Александър Мен е убит с брадва от неизвестен човек на 9 септември 1990 година близо до дома се в Семхоз (днес част от Сергиев Посад).